# 塞夫勒蒙
塞夫勒蒙（法語：Sèvremont，法語發音：[sɛvʁəmɔ̃]）是法国卢瓦尔河地区大区旺代省的一个市镇，位于该省东北部，和德塞夫勒省接壤，属于丰特奈勒孔特区。

## 地名
“塞夫勒蒙”（Sèvremont）一名由“塞夫尔”（Sèvre，在地名“Sèvremont”中因发音而译作“塞夫勒”）和“蒙”（mont）两部分复合而成：前者取自塞夫尔河，即原市镇塞夫尔河畔拉波姆赖所临的河；后者在法语中意为“山”，这里指的是梅屈尔山（Mont-Mercure），即原市镇圣米歇尔蒙梅屈尔中的“蒙梅屈尔”。

## 历史
塞夫勒蒙成立于2016年1月1日，由以下四个市镇合并而成：
- 拉弗洛瑟利耶尔（La Flocellière）
- 莱沙特利耶-沙托米尔（Les Châtelliers-Châteaumur）
- 塞夫尔河畔拉波姆赖（La Pommeraie-sur-Sèvre）
- 圣米歇尔蒙梅屈尔（Saint-Michel-Mont-Mercure）

其中拉弗洛瑟利耶尔为政府驻地。

## 地理
塞夫勒蒙（46°50'0"N, 0°51'42"W）面积88.64 平方千米，位于法国卢瓦尔河地区大区旺代省，该省份为法国西部沿海省份，北起大西洋卢瓦尔省和曼恩-卢瓦尔省，西临大西洋，南至滨海夏朗德省，东部及东南部与德塞夫勒省接壤。
与塞夫勒蒙接壤的市镇（或旧市镇、城区）包括：塞夫尔河畔圣阿芒、勒布佩尔、普佐日、圣保罗昂帕雷、圣马尔拉雷奥尔特、莱塞佩斯、特雷兹旺、圣梅曼。
塞夫勒蒙的时区为UTC+01:00、UTC+02:00（夏令时）。

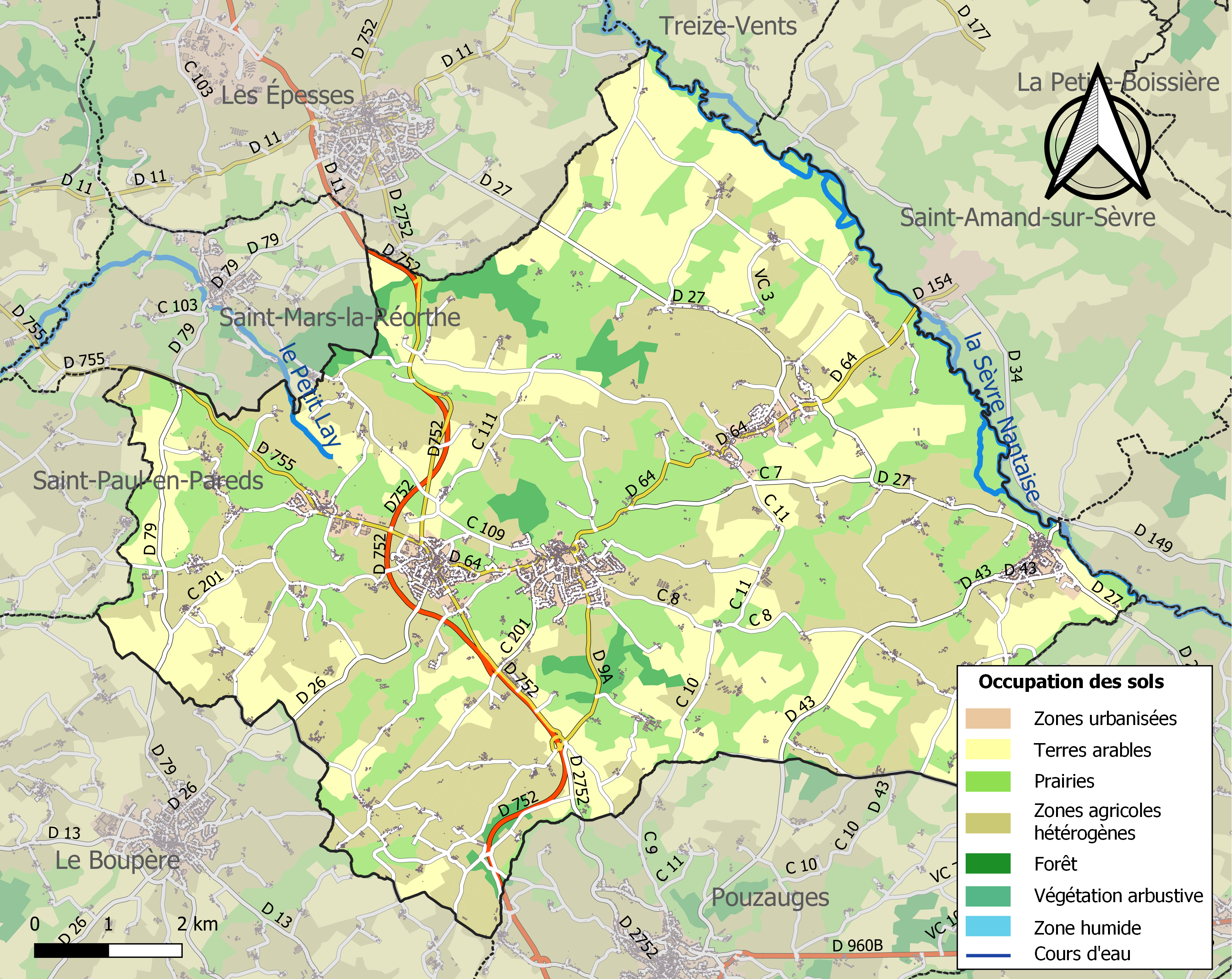
塞夫勒蒙的OSM定位图

## 行政
塞夫勒蒙的邮政编码为85700，INSEE市镇编码为85090。

## 政治
塞夫勒蒙所属的省级选区为莱塞比耶县。

## 人口
塞夫勒蒙于2022年1月1日时的人口数量为6401人。